# رؤیاهای کهن در سرزمینی نوین (ترانه)
«رؤیاهای کهن در سرزمینی نوین» (انگلیسی: Ancient Dreams in a Modern Land) ترانه‌ای سروده و ضبط‌شده اثر خواننده و ترانه‌سرای اهل ولز مارینا دیاماندیس برای پنجمین آلبوم استودیویی (۲۰۲۱) وی با همین نام است. ترانه به‌عنوان سومین تک‌آهنگ آلبوم از طریق آتلانتیک رکوردز، همراه اعلامیه اجرای کنسرتی تحت عنوان «رؤیاهای کهن: زنده از بیابان» در ۱۹ مه ۲۰۲۱ انتشار یافت. ترانه از ژانرهایی همچون پاپ راک، دیسکو و الکتروپاپ برآمده و در خود ضرب آهنگی از جنس گلم راک جای داده‌است. تهیه‌کنندگی این اثر توسط مارینا دیاماندیس و جیمز فلانیگان به اتمام رسید. منتقدان آن را یادآوری از تک‌آهنگی انتشار یافته ۲۰۰۸ با نام زن‌باره از بریتنی اسپیرز عنوان کردند. در روز انتشار ترانه، یک موزیک ویدئو همراهی‌کننده که الهام‌بخشی از سیستم ویدئوی خانگی (VHS) بود، پخش و در دسترس عموم قرار گرفت.